# Dijete (epizoda)
Dijete (eng. The Child) je prva epizoda druge sezone američke znanstveno-fantastične serije Zvjezdane staze: Nova generacija. 

## Radnja
Dok je spavala, Deanna je oplođena od strane misterioznog bića.
Kada se kuga u gusto napučenom sustavu Rachelis otme van kontrole, medicinska pomoć Enterprisea hitno je potrebna. Ali dok se pripremaju prevesti uzorke smrtonosne «plazma kuge» iz federacijskog istraživačkog laboratorija na mjesto gdje se može napraviti prikladan protuotrov, posada ostane zatečena neplaniranom viješću: Savjetnica Troi je trudna.

Troi otkrije kako ju je jarka bijela svjetlost oplodila dok je spavala. Dr. Katherine Pulaski, nova brodska glavna liječnica, potvrđuje Troinu prognozu i javlja da će fetus potpuno narasti za 36 sati. Ne znajući pravo podrijetlo i namjeru ovog misterioznog djeteta, Picard stavlja posadu na sigurnosu uzbunu. Ali kada Troi rodi dječaka imena Ian, izgleda potpuno bezopasan, iako iznenađuje svoju majku i posadu kada od tek rođenog djeteta naraste u osmogodišnjeg dječaka za samo jedan dan.
U međuvremenu, Wesley Crusher nerado se priprema napustiti Enterprise i pridružiti se svojoj majci, koja je otišla kako bi vodila Sanitet Zvjezdane Flote. Pun izmješanih emocija, Wesley odlučuje ostati na brodu nakon dobivenog ohrabrenja od nove članice posade imena Guinan. Kasnije, kada Wesley razgovara o svojim planovima s Picardom, kapetan odlučuje dopustiti mladom zastavniku da ostane koliko njegova majka dopušta.
Međutim, iznenadna kriza sa smrtnosnom kugom ostavlja svačiju budućnost neizvjesnom. Čini se da je zaraženi uzorak opasne kuge počeo neobjašnjivo rasti na teretnoj palubi zbog radijacije koja dolazila s nepoznatog izvora na brodu. Dr. Pulaski javlja da ako kuga nastavi rasti trenutačnim tempom, ubit će cijelu brodsku populaciju u roku od dva sata.

Činjenica nepoznata ostalima je da je Ian izvor radijacije. Kada dječak ovo shvati, on odlučuje žrtvovati svoj život kako bi spasio živote posade. Dok Troi, slomljena srca promatra kako Ian umire, on se vraća u svoj originalni oblik - jarko bijelo biće, koje govori Troi da je Ian došao naučiti više o ljudima iskušavajući život među njima. Kada biće napusti brod, prijetnja kugom nestaje te posada nastavlja sa svojom humanitarnom misijom.

## Vanjske poveznice
- Dijete na startrek.com  Arhivirana inačica izvorne stranice od 28. srpnja 2009. (Wayback Machine)